# Yol
Yol és una pel·lícula turca dirigida per Şerif Gören, amb guió en turc de Yılmaz Güney, estrenada el 1981.

## Argument
Havent purgat un terç de la seva pena, cinc presoners comuns kurds es beneficien d'un permís. Cadascun se'n va a retre visita als seus parents, la vida dels quals ha estat trastornada per la seva detenció.

## Repartiment
- Tarık Akan: Seyit Ali
- Şerif Sezer: Zine
- Halil Ergün: Mehmet Salih
- Meral Orhonsay: Emine
- Hikmet Çelik: Mevlüt

## Al voltant de la pel·lícula
- Pres des de 1974 per assassinat, Yılmaz Güney va escriure el guió de Yol  a la presó i va dirigir el rodatge[2] amb el seu ajudant Şerif Gören a qui donava indicacions des de la seva detenció. Els rushes (proves de càmera) de la pel·lícula els va faltar poc de ser destruïts pel règim. Yılmaz Güney es va evadir, aconseguint arribar a la França on la seva pel·lícula va ser muntada clandestinament i on es va acabar el muntatge.
- La pel·lícula va romandre prohibida a Turquia durant prop de 15 anys.[2]

## Premis i nominacions
- Sis premis i dos nominacions:[3]

### Premis
- Festival de Cannes 1982
  - Palma d'Or
  - Premi del Jurat Ecumènic

### Nominacions
1983
- César a la millor pel·lícula estrangera
- Globus d'Or a la millor pel·lícula estrangera